# Fox Sports Radio
Fox Sports Radio é uma rede de rádios esportiva do Fox Sports. Foi criada em 2013 em parceria com a Premiere Networks e com a iHeartMedia. Possui emissoras em várias cidades estadunidenses, como Austin, no Texas e Bakersfield, na Califórnia. À medida que a rede se concentra em notícias esportivas, destaques, análises e opiniões em qualquer época da semana, muitas de suas afiliadas optam por divulgar seu próprio programa local ou fornecer cobertura ao vivo de jogos análise lance a lance. Como resultado, vários mostram que esses afiliados do transmissão simultânea podem não ser completos.